# (762) Pulcova
(762) Pulcova ist ein Asteroid des äußeren Hauptgürtels. Sie hat einen Mond mit der Bezeichnung S/2000 (762) 1.

## Entdeckung und Benennung
Pulcova wurde am 3. September 1913 vom russischen Astronomen Grigorij Nikolaevič Neujmin am Krim-Observatorium in Simejis auf der Krimhalbinsel (Ukraine) entdeckt.
Benannt wurde der Himmelskörper nach dem Pulkowo-Observatorium in der Nähe von Sankt Petersburg, Russland.
Insgesamt wurde der Asteroid durch mehrere erdbasierte Teleskope beobachtet, insgesamt bisher 2456 Mal innerhalb von 101 Jahren. (Stand Sept. 2017)

## Bahneigenschaften

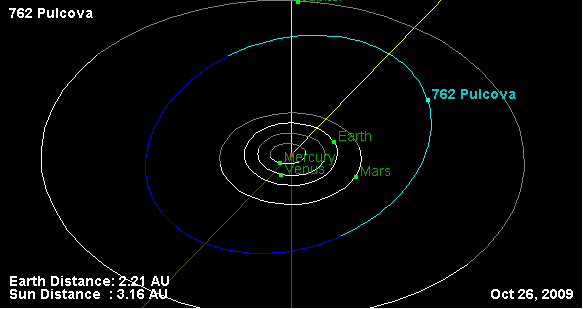
Die Bahn von Pulcova (blau) zwischen den Bahnen von Mars und Jupiter.

### Umlaufbahn
Pulcova umkreist die Sonne auf einer prograden, elliptischen Umlaufbahn zwischen 423.197.000 km (2,83 AE) und 521.640.000 km (3,49 AE) Abstand zu deren Zentrum. Die Bahnexzentrizität beträgt 0,104, die Bahn ist um 13,08° gegenüber der Ekliptik geneigt. Ihre Bahn liegt demnach im äußeren Asteroidengürtel.
Die Umlaufzeit von Pulcova beträgt 5,61 Jahre.

### Rotation
Pulcova rotiert in 5 Stunden, 50 Minuten einmal um ihre Achse. Daraus ergibt sich, dass der Asteroid in einem Pulcova-Jahr 8.423,2 Eigendrehungen vollführt.

## Physikalische Eigenschaften

### Größe
Die bisherigen Beobachtungen weisen auf einen unregelmäßig geformten Körper hin; die genaueste Durchmesserbestimmung (Geometrisches Mittel) liegt bei 147,343 km. Die genauen Dimensionen sind gegenwärtig noch unklar.
Ausgehend von einem mittleren Durchmesser von 147,3 km ergibt sich eine Oberfläche von etwa 68.200 km2, was etwas unter der Fläche Georgiens liegt.
Bestimmungen des Durchmessers für Pulcova
| Jahr | Abmessungen km  | Quelle               |
| ---- | --------------- | -------------------- |
| 2001 | 137,08 ± 3,20   | Tedesco (IRAS) u. a. |
| 2011 | 141,72 ± 1,54   | Masiero u. a.        |
| 2014 | 147,343 ± 0,818 | Masiero u. a.        |

(Die präziseste/aktuelle Bestimmung ist fett markiert.)

### Innerer Aufbau
Pulcova gehört zu den F-Typ-Asteroiden (nach anderer Einordnung: C) und besitzt daher eine dunkle, kohlenstoffreiche Oberfläche mit einer Albedo von 0,043. Die Oberflächenfärbung ist damit dunkler als Kohle. Die ungewöhnlich geringe mittlere Dichte von 0,9 g/cm3 – die unter der Dichte von Wasser liegt – ist ein Hinweis darauf, dass es sich nicht um einen kompakten Körper handelt, sondern dass der Asteroid ein Rubble Pile sein dürfte, eine Ansammlung von Staub und Gesteinen, die von Hohlräumen durchsetzt ist. Die erste Schätzung der Dichte ging von 1,8 ± 0,8 g/cm3 aus. Durch diese Revision aufgrund der Entdeckung des Mondes verringerte sich die Schätzung der Masse von 2,6 ∙ 1018 auf 1,4 ∙ 1018 kg.

## Mond
Am 22. Februar 2000 entdeckte man am Canada-France-Hawaii Teleskop einen Mond Pulcovas, der die vorläufige Bezeichnung S/2000 (762) 1 erhielt. Der Mond hat einen Durchmesser von 19 Kilometern und umläuft Pulcova in 4,4 Tagen innerhalb von Pulcovas Hill-Radius (26.000 km) in einem Abstand von etwa 700 km.
Das Pulcova-System in der Übersicht:
| Komponenten                | Physikalische Parameter | Physikalische Parameter | Physikalische Parameter | Bahnparameter        | Bahnparameter  | Bahnparameter | Bahnparameter                   | Entdeckung       | Entdeckung             |
| Name                       | Durch- messer (km)      | Relativ- größe %        | Masse (kg)              | Große Halbachse (km) | Umlaufzeit (d) | Exzentrizität | Inklination zu Pulcovas Äquator | Datum Entdeckung | Datum Veröffentlichung |
| -------------------------- | ----------------------- | ----------------------- | ----------------------- | -------------------- | -------------- | ------------- | ------------------------------- | ---------------- | ---------------------- |
| (762) Pulcova              | 147,3                   | 100,00                  | 1,4 ∙ 1018              | —                    | —              | —             | —                               | 3. Sep. 1913     | 1913                   |
| S/2000 (762) 1 (Pulcova I) | 19,0                    | 7,8                     | ?                       | 703                  | 4,438          | 0,03          | ?                               | 22. Feb. 2000    | 26. Okt. 2000          |